# Gaby Aghion
Gaby Aghion (nata Gabrielle Hanoka; Alessandria d'Egitto, 1º marzo 1921 – Parigi, 27 settembre 2014) è stata una stilista francese, fondatrice della casa di moda francese Chloé. Si dice che abbia coniato la parola prêt-à-porter.

## Biografia
Nata ad Alessandria d'Egitto, figlia di un direttore di una fabbrica di sigarette, ha incontrato suo marito, Raymond Aghion (1921-2009), quando entrambi avevano sette anni alle elementari. Raymond nacque in una ricca famiglia di esportatori di cotone, ma mostrò i primi stimoli della coscienza sociale che in seguito lo avrebbe portato all'esilio politico. Gaby e Raymond, entrambi ebrei, si sposarono all'età di 19 anni. La coppia si trasferì a Parigi nel 1945. A Parigi i due si avvicinarono ai comunisti e agli scrittori Louis Aragon, Paul Éluard e Tristan Tzara. Gaby ha lanciato Chloé nel 1952. Raymond aprì una galleria d'arte nel 1956, specializzata in arte moderna.
Nel 1952, Gaby lanciò il marchio Chloé - il primo nome della sua amica Chloé Huysmans - a Parigi e inventò il prêt-à-porter di lusso molto prima di altri couturier. Disegna sei modelli che ha realizzato da una sarta e li offrirà personalmente alle boutique alla moda. I suoi legami nell'alta società parigina le portarono molti sostegni: Jacques Lenoir, con il quale unì le forze nel 1953, il fondatore del settimanale Elle Hélène Lazareff, il direttore del Jardin des modes Maïmé Arnodin. Fu solo nel 1956 a vedere una vera collezione che presentò al Café de Flore.
Lo stesso anno, nel 1956, Raymond Aghion, dopo essere stato per un certo periodo in Italia, aprì una galleria d'arte, specializzata in arte modernaQuell'anno nacque il loro figlio, Philippe.
Gaby si definisce "una bellezza oscura e uno spirito bohémien". Ben presto rifiutò le forme rigide che caratterizzavano la moda degli anni 1950 e si sforzò di creare una nuova categoria di abbigliamento femminile nel settore di fascia alta dell'epoca dominato dall'alta moda, il "prêt-à-porter di lusso", un concetto allora raro. Il suo obiettivo era quello di produrre abiti che fossero soprattutto morbidi e femminili, in tessuti che non vincolassero il corpo.
Gaby Aghion e Jacques Lenoir rimasero a capo di questa casa fino al 1985, quando Chloé fu acquistata da Dunhill Holding P.L.C.  (ora Richemont Group).
Nel dicembre 2013, è stata nominata Cavaliere della Legione d'Onore..
Gaby Aghion morì il 27 settembre 2014 all'età di 93 anni..

## Riconoscimenti
- Legione d'Onore (2013)